# Spike Island (ö i Australien)
Spike Island är en ö i Australien. Den ligger i delstaten Tasmanien, i den sydöstra delen av landet, omkring 270 kilometer norr om delstatshuvudstaden Hobart.